# Iulius Iullus
Iulius Iullus war der Name von Angehörigen eines Zweigs (Stirps) der römischen Familie der Julier mit dem Cognomen Iullus.

## Namensträger
- Gaius Iulius Iullus (Konsul 489 v. Chr.), römischer Politiker
- Gaius Iulius Iullus (Konsul 482 v. Chr.), römischer Decemvir und Politiker
- Gaius Iulius Iullus (Konsul 447 v. Chr.), römischer Politiker, Konsul 447, 435 und 434 v. Chr.
- Gaius Iulius Iullus (Konsulartribun 408 v. Chr.), römischer Politiker, Konsulartribun 408 v. Chr. und 405 v. Chr., Zensor 393 v. Chr.
- Gaius Iulius Iullus (Diktator), römischer Diktator 352 v. Chr.
- Lucius Iulius Iullus (Konsul 430 v. Chr.), römischer Politiker
- Lucius Iulius Iullus (Konsulartribun 403 v. Chr.), römischer Politiker
- Lucius Iulius Iullus (Konsulartribun 401 v. Chr.), römischer Politiker, Konsulartribun 401 v. Chr. und 397 v. Chr.
- Lucius Iulius Iullus (Konsulartribun 388 v. Chr.), römischer Politiker, Konsulartribun 388 v. Chr. und 379 v. Chr.
- Sextus Iulius Iullus, römischer Konsulartribun 424 v. Chr.
- Vopiscus Iulius Iullus, römischer Konsul 473 v. Chr.